# سيرادو
سيرادو (بالإنجليزية: Cerrado)‏ هي منطقة بيئية واسعة من السافانا الاستوائية في البرازيل، خاصة في ولايات غوياس، ماتو جروسو دو سول، ماتو غروسو، توكانتينز، ميناس جيرايس والمنطقة الفيدرالية. مناطق سيرادو الأساسية للمناطق الحيوية هي الهضاب في وسط البرازيل. تشمل أنواع الموائل الرئيسية في سيرادو: السافانا الحرجية، السافانا المشجرة، السافانا بارك والسافانا الخشبية الخشبية. يتم تضمين أراضي السافانا الرطبة وغابات المعرض أيضًا. ثاني أكبر أنواع الموائل البرازيلية الرئيسية، بعد غابات الأمازون المطيرة، يمثل السيرادو 21٪ من مساحة أراضي البلاد (تمتد بشكل هامشي إلى باراغواي وبوليفيا).